# Corrigiola
Corrigiola L. é um género botânico pertencente à família Caryophyllaceae.

## Espécies
- Corrigiola imbricata Lapeyr.
- Corrigiola litoralis L.
- Corrigiola telephiifolia Pourr.
- Corrigiola verticillata (L.) Kuntze
- Lista completa

## Classificação do gênero
| Sistema | Classificação                     | Referência               |
| ------- | --------------------------------- | ------------------------ |
| Linné   | Classe Pentandria, ordem Trigynia | Species plantarum (1753) |